# Гейнрих, Христиан Людвиг
Христиан Людвиг Гейнрих (нем. Christian Ludwig Wilhelm Heinrich; 7 февраля 1803, Гота — февраль 1855, Севастополь, Таврическая губерния) — российский врач; доктор медицины.

## Биография
Родился в Готе 7 февраля 1803 года.
В 1828 году окончил Йенский университет со степенью доктора медицины по представлении диссертации «De polyporum cordis genuinorum natura et origine» (Йена, 1828). В том же году поступил на русскую службу, был при Балтийском флоте в Николаеве. С 1838 года — медицинский инспектор Севастопольского порта и старший врач морского госпиталя в Севастополе. Во время его службы в госпитале создан плавающий лазарет на 175 больных, женский лазарет на 18 человек, созданы новые отделения: хирургическое, «для горячечных больных, для сифилитиков, чесоточных и глазных больных, аптека с лабораторией». 
Автор нескольких научных трудов. В 1853 году был произведён в статские советники. 
Умер в Севастополе от брюшного тифа в феврале 1855 года.